# Аляски сеносъбирач
Аляски сеносъбирач (Ochotona collaris) е вид бозайник от семейство Пики (Ochotonidae).

## Разпространение
Видът е разпространен в Канада (Британска Колумбия, Северозападни територии и Юкон) и САЩ (Аляска).